# Piléri
Piléri är en ort i Cypern.   Den ligger i distriktet Eparchía Kerýneias, i den nordöstra delen av landet, 18 km nordväst om huvudstaden Nicosia. Piléri ligger 349 meter över havet och antalet invånare är 228. Den ligger på ön Cypern.
Terrängen runt Piléri är varierad.Trakten runt Piléri är ganska glesbefolkad, med 25 invånare per kvadratkilometer. Närmaste större samhälle är Nicosia, 18,5 km sydost om Piléri. Trakten runt Piléri är i huvudsak ett öppet busklandskap.